# Pińczów

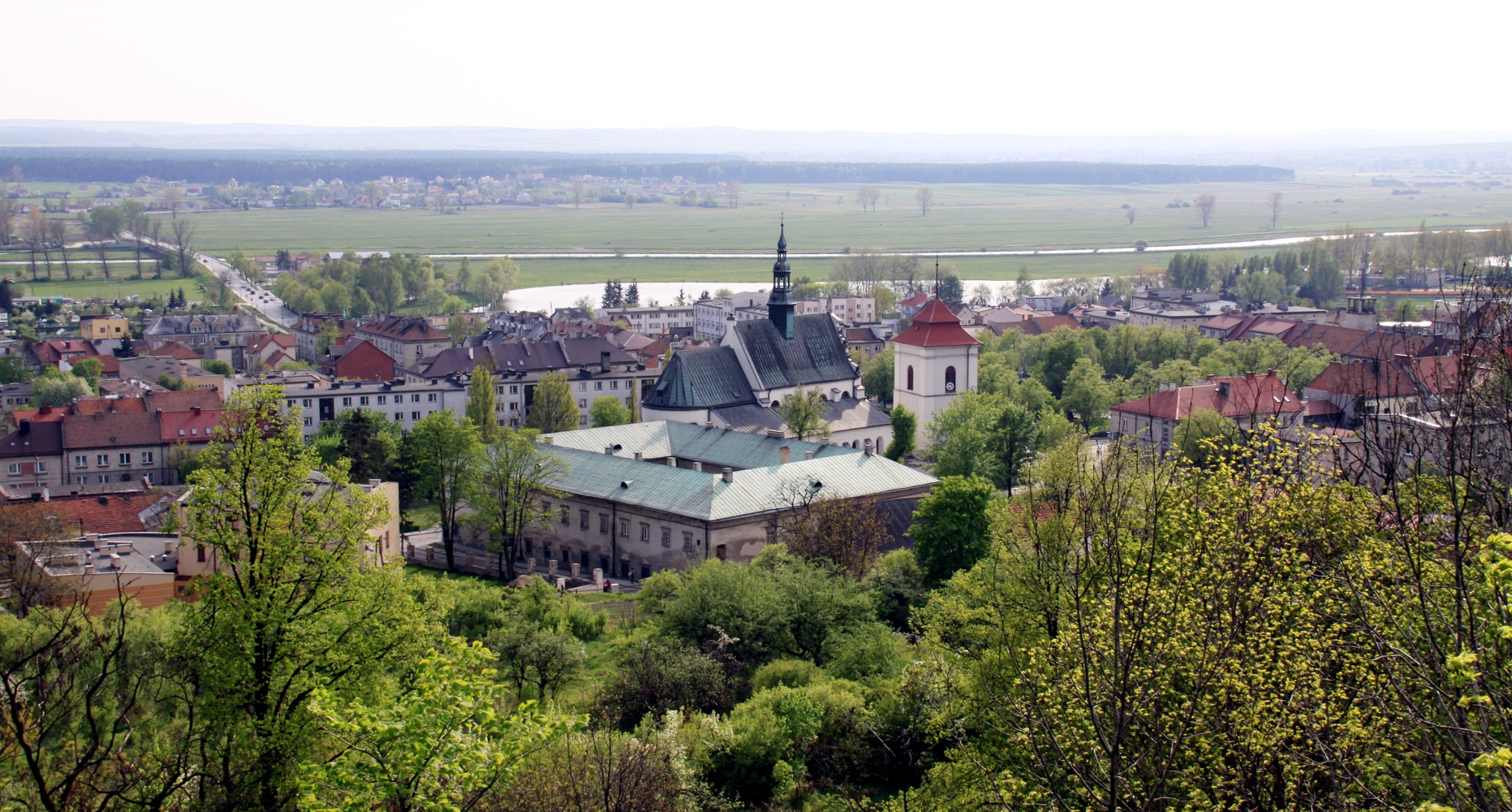
Panorama vom Sanktannaberg

Pińczów (deutsch Pintschow) ist ein Ort in der Stadt- und Landgemeinde Pińczów im Powiat Pińczowski der Woiwodschaft Heiligkreuz in Polen. Es liegt zwischen Krakau und Kielce am Fluss Nida.

## Geschichte
Der Ort wurde im Jahre 1405 erstmals erwähnt. 1428 verlieh König Władysław II. Jagiełło dem Ort als Piędziców die Stadtrechte. Im 16. Jahrhundert war es neben Raków das zweite wichtige Zentrum der polnischen Reformation und vor Raków (deutsch: Rakau) Hauptsitz der polnischen Unitarier. Wegen seiner Bedeutung für das Geistesleben wurde es mitunter auch als „polnisches Athen“ bezeichnet. In jener Zeit war in der Stadt die berühmte Bildhauerwerkstatt des italienischen Renaissancekünstlers Santi Gucci tätig. Durch die Dritte Teilung Polens gehörte Pińczów ab 1795 zur Habsburgermonarchie. Ab 1815 gehörte Pińczów zum russischen Kongresspolen.
Im Zweiten Weltkrieg waren die Stadt und ihre Umgebung Schauplatz heftiger Kämpfe zwischen den deutschen Besatzern und polnischen Partisaneneinheiten. Im Juli und August 1944 wurden die deutschen Truppen zeitweise von der Heimatarmee vertrieben, die eine Pińczówer Republik ins Leben rief. Der Krieg hinterließ die Stadt zu 80 %  zerstört.
Von 1975 bis 1998 gehörte die Stadt zur Woiwodschaft Kielce.

## Gemeinde
Zur Stadt- und Landgemeinde Pińczów gehören neben der Stadt Pińczów 41 Schulzenämter.

## Sehenswürdigkeiten

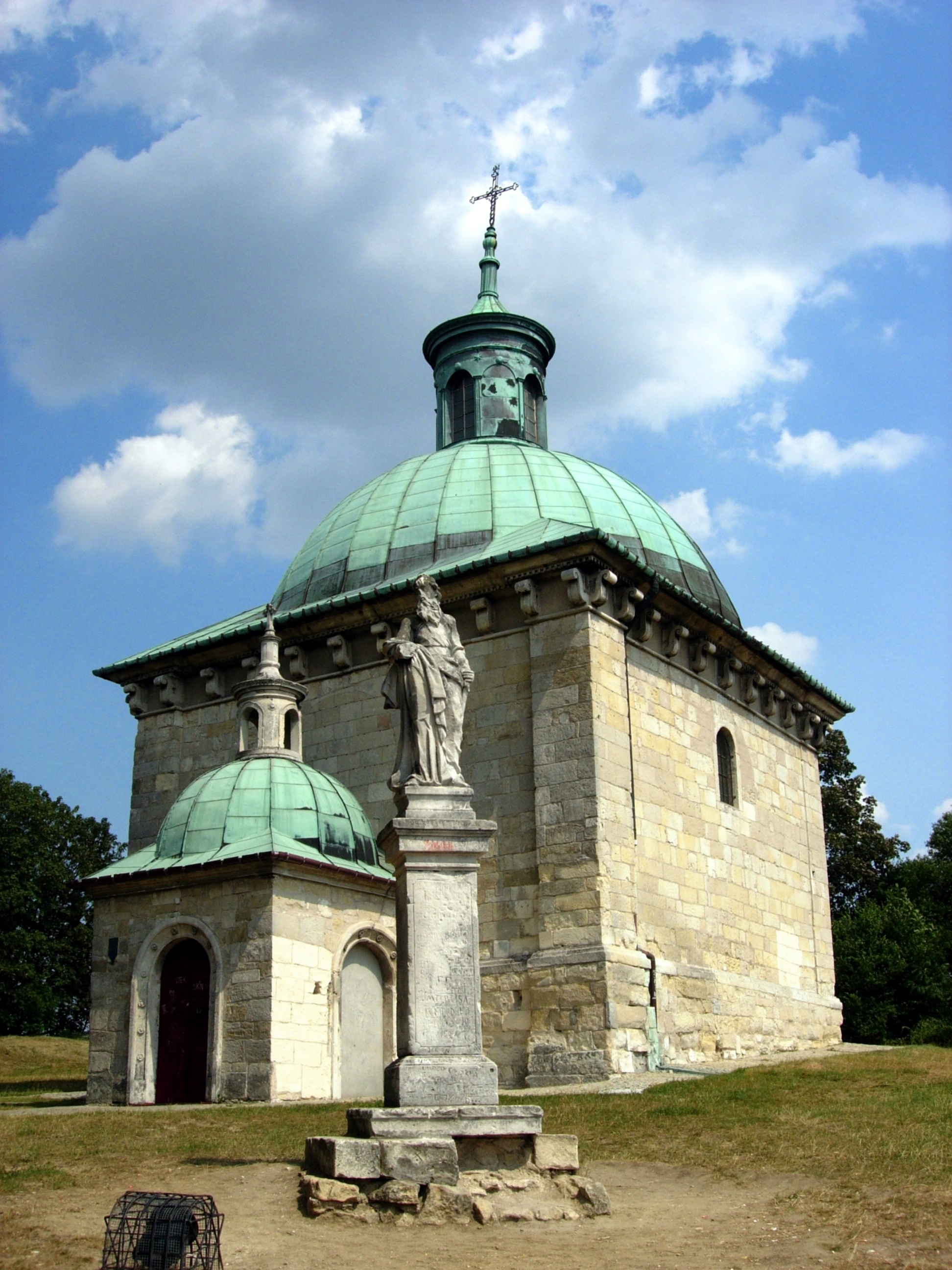
St.-Anna-Kapelle

- Die St.-Anna-Kapelle wurde 1600 auf den St.-Anna-Hügeln der Stadt vom Architekten Santi Gucci errichtet. Die Kapelle hat einen rechteckigen Grundriss und ist ein Beispiel für die Architektur des Manierismus. Die Kapelle, die auf ihrer Kuppel einen Balkon besitzt, wurde vom Schlachzitzen Zygmunt Myszkowski gestiftet.[2]
- Klosterkomplex der Franziskaner
- Ehemaliges Paulinerkloster mit St.-Johannes-der-Evangelist-Kirche
- Wielopolski-Palais
- Schlossruine aus dem 15./16. Jahrhundert
- Synagoge aus dem 16. Jahrhundert
- Heiligtum der Muttergottes von Mirowo

## Städtepartnerschaften
Partnerstädte von Pińczów sind
- Bystřice (Tschechien)
- Svodín (Slowakei)
- Tata (Ungarn)
- Ploiești (Rumänien)
- Caudry (Frankreich)

## Söhne und Töchter der Stadt
- Peter Statorius d. J. (um 1565–1605), Schriftsteller und Theologe
- Bolesław Matuszewski (1856–1943), Kameramann und Filmproduzent
- Czesław Olech (1931–2015), Mathematiker
- Artur Dutkiewicz (* 1958), Jazzmusiker
- Artur Górczyński (* 1972), Politiker

## Personen mit Bezug zur Stadt
- Francesco Negri (1500–1563), Benediktinermönch, Humanist, Lehrer, Schriftsteller und Reformator in [Chiavenna] und Polen